# Malpighiska kärl

Malpighiska kärl

Malpighiska kärl är insekters motsvarighet till högre djurs njurar. De är mycket olika organiserade hos olika arter men de har det gemensamt att de tar hand om avfallsprodukter från insektens proteinmetabolism. Kärlen mynnar i tarmen och blandas med maginnehållet. Insekterna har alltså en gemensam utförsgång för urin och exkrementer. Insekternas urin innehåller främst urinsyra. Vanligen består de Malpighiska kärlen av raka grenade rör men kan ha former som påminner om älghorn eller vara spiralvridna. I vissa fall har de modifierats av evolutionen till att producera sekret (exempelvis hos spottstritar) av något slag eller silkestrådar (främst hos olika spinnarfjärilar). De malpighiska kärlen börjar som slutna rör där primärurinen bildas genom en skretion via en aktiv kaliumtransport genom de övre delarnas kärlväggar. I de mittersta delarna sker reabsorption och i de sista delarna av kärlen faller urinsyran ut. Reabsorptoinen fortsätter sedan i insektens baktarm. Denna senare reabsorption är den viktigaste och störst, kvantitativt.
Man har studerat strukturen främst hos en skinnbagge, Rhodinus, man har då gjort rön som pekar på att natriumväterkarbonat (bikarbonat) är viktigt för processen att avlägsna urinsyra ur insektens blodomlopp.